# Plaza Fuerte de Campomayor
La Plaza Fuerte de Campomayor, en el Alentejo, está situada en la aldea de Campomayor, parroquia de São João Baptista, municipio de Campomayor, distrito de Portalegre, en Portugal.

## Historia

### Antecedentes
La ocupación humana del sitio elevado de Campomayor se pierde en la prehistoria. Se cree que fue habitada sucesivamente por pueblos celtas,  romanos y  musulmanes, para ser reconquistada por los  cristianos en el siglo XIII.

### El castillo medieval
En la época del rey  D. Dinis (1279-1325), el Tratado de Alcañices (1297) determinó que la aldea pertenecía a los dominios portugueses, y que el soberano le concedió una carta elevándola a «villa» y reconstruyendo el castillo medieval.
Más tarde, el rey  D. João II (1481-95) amplió sus defensas, inscribiendo toda la aldea dentro de las murallas.

### La moderna plaza fuerte
En el contexto de la  Guerra de Restauración de la independencia portuguesa, ante la necesidad de modernizar sus defensas, la remodelación de su fortificación fue diseñada por el Ingeniero Jefe de las fortificaciones del Alentejo, el francés Nicolau de Langres, que la convirtió en una verdadera plaza fuerte (1644).
Más tarde, en el contexto de la guerra de sucesión española (1702-1713), resistió invicto un asedio de treinta y seis días impuesto por las tropas españolas bajo el mando del  Marqués de Bay (1712). En esa ocasión el fuego de artillería lo asedió con graves daños, abriendo una brecha en el bastión de San Juan, donde una heroica resistencia contenía al enemigo. Unos años más tarde, en 1732, se produjo una nueva tragedia cuando un rayo cayó sobre la antigua torre del homenaje, utilizada como polvorín, provocando la explosión de las municiones allí almacenadas iniciando un violento incendio y la consiguiente muerte y lesiones de unos mil trescientos habitantes, destruyendo la estructura y consumiendo más de la mitad de las casas del pueblo.
La plaza fue restaurada todavía bajo el reinado de  D. João V (1705-1750), con las obras a cargo del ingeniero militar Manuel de Azevedo Fortes, que transformó el conjunto en ruinas en una fortaleza de menores dimensiones, pero de mayor operatividad.
Durante la  Guerra Peninsular, la plaza cayó con honores militares después de dieciocho días de asedio español durante la llamada guerra de las Naranjas (1801). Un nuevo asedio de trece días culminó en una nueva capitulación con honores militares, ahora ante las tropas de  Napoleón (1811), para ser reanudada cuatro días después por las tropas luso-inglesas bajo el mando de William Beresford, quien en recompensa fue nombrado Marqués de Campo-Major.

### Desde elsigloXXhasta nuestros días
Entre las décadas de 1940 y 1980, la Dirección General de Edificios y Monumentos Nacionales (DGEMN) llevó a cabo varias campañas de limpieza, consolidación y restauración, y lo mismo hizo en la década de 1990 el IPPAR, con recursos de la DRE.
Actualmente, de la fortificación de la campaña del siglo XVI, todavía hay baluartes, puertas y  revellines.

## Características
El conjunto fortificado, permitiendo el tiro superficial, presenta una planta  decagonal irregular, con los campos circundantes limpios de árboles y casas.
Aunque algunas secciones de murallas han desaparecido, una docena de baluartes complementaron la defensa. Desde el sector sur, en el sentido de las agujas del reloj están situados los siguientes elementos defensivos:
- El bastión de Boa Vista;
- Medio bastión de São Sebastião y Portas da Vila;
- Medio-baluarte de Lisboa
- Medio-baluarte de Curral dos Coelhos;
- Bastión de Santa Cruz;
- Bastión del Cavaleiro o el Bastión de São João;
- Medio baluarte de Príncipe;
- Bastión de la Fuente del Consejo;
- Medio bastión de San Francisco;
- Medio bastión de Santa Rosa y poterna.

La defensa se complementa con un foso y una contraescarpa en buena parte de su extensión, a saber, del sur y del noreste, así como cuatro revellines. Los antiguos edificios militares tienen hoy en día una ocupación civil, conservando la traza original (almacenes, cuarteles, establos, etc.).
Esta defensa fue ampliada por el Forte do Cachimbo y el Forte de São João, ambos demolidos bajo el reinado de D. João V por razones estratégicas.